# Jean-Joseph Vadé
Jean-Joseph Vadé, né le 17 janvier 1720 à Ham et mort à Paris le 4 juillet 1757, est un chansonnier et dramaturge français, inventeur du genre poissard.

## Biographie
Fils de Jacques Vadé, un cabaretier, Jean-Joseph Vadé monta avec son père à Paris en 1725. D’un caractère bouillant et vif, ses études s’en ressentirent et il ne put jamais apprendre le latin, mais il sut corriger la faiblesse de son éducation en lisant par lui-même les meilleurs auteurs. À vingt ans, il obtint le poste de contrôleur du vingtième à Soissons, puis à Laon où il se fit remarquer par son esprit et sa verve entraînante. En 1743, il quitta Laon pour se rendre à Rouen, puis il devint secrétaire du duc d’Angenois pendant deux ans. Enfin, il revint à Paris, où ses amis lui procurèrent un nouvel emploi au bureau du vingtième. C’est à ce moment qu’il se révéla au public avec de gracieuses et faciles poésies.
Chanteur à ses heures, Vadé participa à la société chantante de la Dominicale. Il eut une fille Marie Françoise Rose (v. 1756-1818), qui joua à la Comédie-Française en 1776 et 1777 sous le nom de Mademoiselle Vadé, avant d’être remplacée, l’année suivante, par Mademoiselle Mars.
Il eut également un fils naturel qui se maria et devint le père de la mère (donc le grand-père maternel) de la poétesse et goguettière Élisa Fleury.
Il mourut à 37 ans, en juillet 1757, des suites d’une opération de la pierre.

## Œuvre

### Poésie et fables
Vadé publia ensuite une série de fables qui, sans atteindre la hauteur de La Fontaine, disent de très bonnes choses sous une forme aimable et de gracieuses et charmantes poésies galantes. Il ne tarda pas à devenir célèbre, mais ayant eu le malheur de se lier d’un peu trop près à Fréron, Voltaire ne le lui pardonna jamais et ne manqua pas une occasion et de railler et d’accabler « ce polisson de Vadé », comme il le nommait dans une lettre adressée le 7 septembre 1774 à Marie Du Deffand. Il lui fit néanmoins l’honneur de signer plusieurs de ses propres ouvrages du nom de Vadé.

### Théâtre
Ce qui valut à Vadé d’être surtout connu pour être le créateur du genre poissard c’est que, cherchant dans un labeur honnête le moyen de vivre honnêtement, il s’essaya au théâtre pour lequel, avant de composer de nombreux vaudevilles, parades et opéras-comiques, il tenta tout d’abord d’écrire des pièces sérieuses. Ces tentatives s’avérèrent vaines lorsque les Visites du jour de l’An, représentée pour la première fois, le 3 janvier 1749, à la Comédie-Française ne fut montrée qu’une fois ou que la Canadienne ne fut jamais représentée. Vadé se tourna alors avec succès vers le théâtre comique de la foire Saint-Laurent et de la foire Saint-Germain où ses parodies firent apparaître un esprit railleur, mais néanmoins observateur profond et attentif du peuple. Vadé a peint une nature saine et robuste, avec ses qualités et ses vices, sans les vains ornements ou le fard ridicule dont on la chargeait à son époque.

## Réception
Sévèrement jugé par Grimm, La Harpe et Collé, qui déclarèrent le style poissard « au-dessous de rien », Vadé a eu des défenseurs et des admirateurs qui l’ont appelé le Teniers, le Callot de la poésie française ou le Corneille des Halles. Cependant, par-delà le style de Vadé, ses expressions triviales, ses expressions risquées, le burlesque se révélait derrière le poissard et les personnages de Vadé expriment, dans le langage de son rôle, une pensée morale qui, pour être parfois cachée sous une forme un peu rude, ne se dégage pas avec moins de vigueur.

## Pièces
- Folette ou l’Enfant gâté
- Il était temps
- Jérôme et Fanchonnette
- L’Impromptu du cœur
- La Canadienne
- La Fileuse
- La Fontaine de jouvence
- La Nouvelle Bastienne
- La Pipe cassée
- La Veuve indécise
- Le Bouquet du roi
- Le Confident heureux
- Le Mauvais plaisant ou le drôle de corps
- Le Paquet de mouchoirs
- Le Poirier
- Le Rien
- Le Suffisant ou le Petit maître dupé
- Le Trompeur trompé ou la Rencontre imprévue
- Les Petits sculpteurs
- Les Quatre Bouquets poissards
- les Racoleurs
- Les Troqueurs
- Les Troyennes-en-Champagne
- Les Visites du jour de l’an ou les Étrennes
- Nicaise

## Publications
- Œuvres de M. Vadé ou Recueil des opéras-comiques et parodies qu'il a donnés depuis quelques années, avec les airs, rondes et vaudeville notés et autres ouvrages du même auteur. La Haye : Gosse, 1771. - 4 v. in 2. 17 cm. Contient :
  - Tome 1 : La Pipe cassée, Quatre bouquets poissards, Lettres de la grenouillere, La Fileuse, Le Poirier, Le Bouquet du roi, Le Suffisant.
  - Tome 2 : Les Troqueurs, Le Rien, Airs choisis des troqueurs, Le Trompeur trompé, Recueil de chansons, Il étoit tems, La Nouvelle Bastienne', La Fontaine de jouvence, Airs de la fontaine de jouvence.
  - Tome 3 : Les Troyennes en Champagne, Jérosme et Fanchonnette, Le Confident heureux, Folette ou l'Enfant gaté, Compliment de la clôture de la foire de S. Laurent.
  - Tome 4 : Nicaise, L'Impromptu du cœur, La Canadienne, Le Mauvais Plaisant.
- Œuvres complètes ou recueil des opéras-comiques de Jean-Joseph Vadé, Paris, [s.n.], 1800
- Œuvres de M. Vadé, ou Recueil des opéra-comiques, parodies & pièces fugitives de cet auteur ; avec les airs, rondes & vaudevilles notés, La Haye, Pierre Gosse, 1785
- Œuvres complètes de Vadé, Genéve, [s.n.], 1777. (deuxième et troisième tomes préservés)

## Œuvres en ligne
- Lettres de la Grenouillère ; suivies de Quatre bouquets poissards, avec notice par Georges d’Heylli ; eau-forte par Guillaumot fils, Paris, [s.n.], 1885
- Œuvres poissardes, suivies de celles de l'Écluse (La Pipe cassée. Les Bouquets poissards. Le Déjeuner de la Rapée ou Discours des halles et des ports, par l'Écluse. Étrennes à MM. les riboteurs. Extrait de l'inventaire des meubles et effets trouvés dans le magasin d'une des harengères de la Halle. Liste des plus rares curiosités trouvées dans un des magasins des Halles. Déclaration d'amour entre Mr Dubois et Mlle Perrette, Complainte d'une ravaudeuse à son amant. Chanson grivoise... Rupture. Lettres de la Grenouillère) Paris, Defer de Maisonneuve, an IV
- Poésies et lettres facétieuses, Paris, A. Quantin, 1879

## Sources
- Georges Lecocq, Poésies et lettres facétieuses de Joseph Vadé, Paris, Albert Quantin, 1879, pp. I-XXI.
- Charles Lenient, La Comédie en France au XIXe siècle, Paris, Hachette, 1888, p. 185.
- Pierre Larthomas, Le Théâtre en France au XVIIIe siècle, Paris, Presses universitaires de France, coll. « Que sais-je ? », , 1994, 127 p. (ISBN 978-2-13042-727-8, lire en ligne), « La Comédie poissarde », p. 67-68.